# ذكر السرخس
السرخس الذكر أو ذكر السرخس  هو سرخس شائع في نصف الكرة الشمالي المعتدل، موطنه معظم أوروبا وآسيا وأمريكا الشمالية. انها تفضل رطبة المناطق المظللة في أشجار الطبقة السفلي من الغابات، ولكن أيضا أماكن ظليلة على التحوط والمصارف والصخور. بالقرب من الحد الشمالي لتوزيعها، تفضل المواقع المشمسة جيدة التصريف. إنه أقل وفرة في أمريكا الشمالية منه في أوروبا. يشار إلى النبات أحيانًا في الأدب القديم باسم السرخس الدودي، مما يعكس استخدامه السابق ضد الدودة الشريطية.
عنوانها الخاص ذكر السخرس، حيث كان يُعتقد أن النبات هو النسخة الذكورية من السرخس الشائع خنشار الأنثى . أن تكون قوية المظهر وقوية في النمو.